# アカメアマガエル
アカメアマガエル（赤目雨蛙、Agalychnis callidryas）は、アマガエル科アカメアマガエル属に分類されるカエル。

## 分布
グアテマラ、コスタリカ、ニカラグア、パナマ、ベリーズ、ホンジュラス、メキシコ南部

## 形態
体長3cm - 7cm。オスよりメスの方が大型になり、オスは最大でも体長5.6cm。背面は緑、体側面は青や紫と黄色や白の横縞、後肢の内側は青い。地域や環境により色彩には変異がある。背面には白い斑点が入る個体もいる。種小名callidryasは「美しい木の妖精」の意。
眼は大きく瞳孔は縦長で、虹彩が赤く和名や英名（Red-eyed=赤い目をした）の由来になっている。指趾の色彩はオレンジ色。

## 分類
メキシコとグアテマラの個体群を亜種A. c. tayloriとして分割する説もある。

## 生態
熱帯雨林や二次林に生息する。夜行性で、昼間は葉に止まって休む。休む時には目を閉じ四肢を縮こまらせてうつ伏せになり表面積を減らすことで乾燥を防ぐ。また眼や腹部、四肢の色彩が見えず、背面の緑色のみ見えるため葉と区別しづらくなる。
食性は動物食で、昆虫類、節足動物、小型のカエル等を食べる。
繁殖形態は卵生。水面の上に垂れ下がる葉に、1回に10-70個のゼラチン質に覆われた卵を産む。幼生は孵化するとそのまま下の水場へ落ち、そこで生活する。

## 人間との関係
その特徴的な形態からデザインのモチーフに用いられることも多い。
ペットとして飼育されることもあり、日本にも輸入されている。流通量は比較的多い。野生個体と飼育下繁殖個体が共に流通する。以前は輸送状態の悪さから体調を崩している個体が多く飼育の難しい種とされていたが、輸送状態の改善や飼育下繁殖個体の流通に伴い飼育の難易度は以前に比べると難しくはないとされる。テラリウムで飼育される。樹上棲のため、高さのあるケージで飼育するのが望ましい。ヤシガラ土や腐葉土等の保湿力のある床材を薄く敷く。メンテナンス性を重視するなら床材にキッチンペーパーを用いることもできるが、汚れが溜まりやすいのでこまめに交換する。枝や流木、観葉植物等を組んで活動場所や隠れ家にする。極度の低温には弱いため、冬季には暖房器具を使用したり、ケージを温室に収納する。水は地表や樹上に全身が漬かれる程度の水容器を用意し、夜間や照明を消した際に霧吹きで湿度を上げる。湿度を上げることで活動が活発になるため、給餌は霧吹きをしてから与えるのが望ましい。餌はやや小さめのコオロギ等を餌容器に入れて与える。餌に対しては事前に野菜等の餌を与えたり、サプリメントを振りかけて栄養価を上げる。餌に反撃されるのを防ぐため、生きた餌の場合は顎や触角、後肢を潰したり折ってから与える。